# Meningite luetica
La  Meningite luetica  è una forma di meningite  con la presenza di liquor limpido.

## Sintomatologia
I sintomi e i segni clinici oltre a quelli comuni delle meningiti (cefalea, fotofobia e brividi)  ve ne sono altri come paralisi dei nervi cranici, sindrome da compressione midollare e idrocefalo.

## Eziologia
Le meningi possono essere interessate anche in alcune forme di sifilide, come quella congenita e acquisita il loro coinvolgimento porta alla meningite.

### Liquor
La reazione di Wassermann è positiva sul liquor, nelle forme secondarie viene ad aumentare lievemente la proteinorrachia mentre in quelle primarie si presenta come asintomatica.

## Terapia
Il trattamento avviene tramite somministrazione di farmaci:
- Benzilpenicillina sodica o potassica (4 milioni di U x 4  al giorno per 15-20 giorni, tramite  endovena);
- Benzilpenicillina procainica  (4 milioni di U x 4  al giorno) che deve però essere associata alla somministrazione di altre sostanze;
- Ceftriaxone (1 grammo al giorno per 14 giorni), il suo uso  è risultata fra le terapie più efficaci.